# Miasto-ratownik

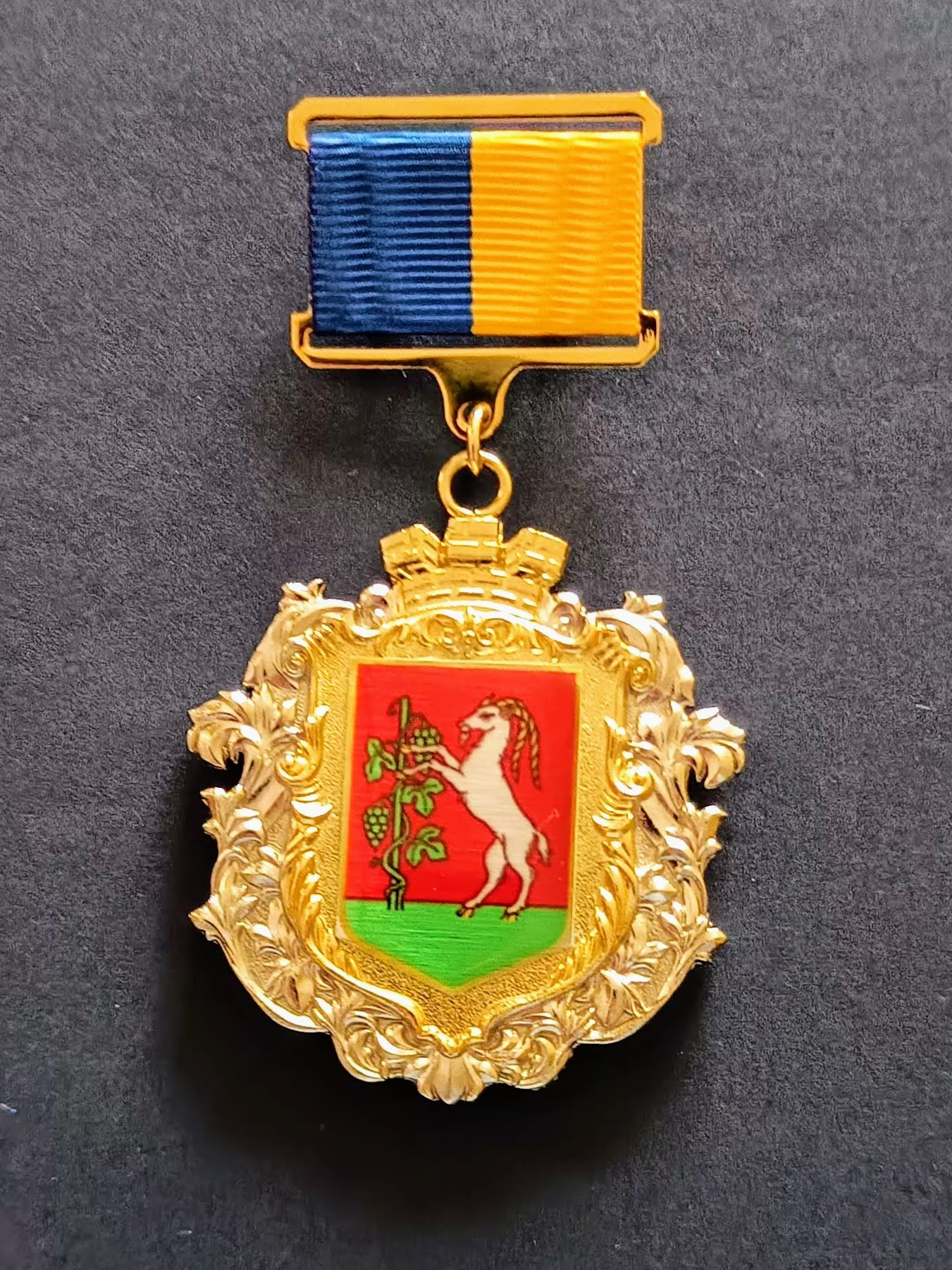
Honorowa odznaka „Miasto Ratownik” nadana miastu Lublin przez prezydenta Ukrainy Wołodymyra Zełenskiego

Miasto-ratownik (ukr. Місто-рятівник) – ukraiński tytuł honorowy, ustanowiony w drodze dekretu z dnia 22 maja 2022 r. przez prezydenta Ukrainy Wołodymyra Zełenskiego, dla upamiętnienia aktów człowieczeństwa, miłosierdzia i solidarności z narodem ukraińskim, okazanych przez mieszkańców zagranicznych miast w obronie ideałów wolności, pokoju i demokracji, a także za wspieranie Ukrainy w obronie jej niepodległości i suwerenności w czasie odpierania zbrojnej agresji Federacji Rosyjskiej.
Tytuł nadaje się zagranicznym miastom, których mieszkańcy licznie zapewniają opiekę humanitarną oraz inne rodzaje pomocy obywatelom Ukrainy, którzy zmuszeni byli opuścić kraj pochodzenia w związku z inwazją Federacji Rosyjskiej, a także zapewniają innego rodzaju ważną pomoc dla Ukrainy w obronie jej niepodległości i suwerenności.

## Miasta-ratownicy

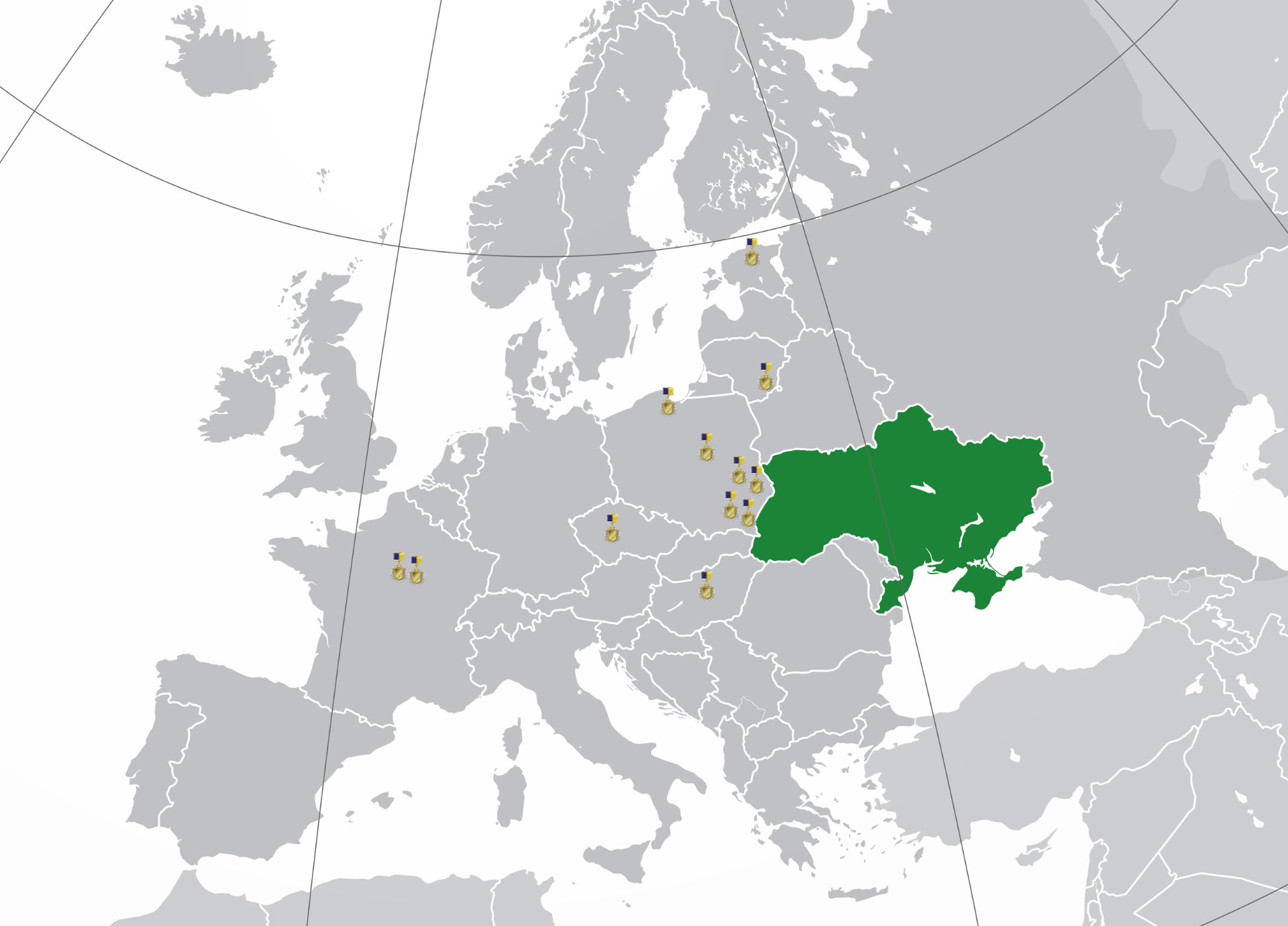
Miasta-ratownicy na mapie Europy

- 22 maja 2022: Rzeszów[1]
- 11 lipca 2022: Przemyśl[2][3]
- 28 października 2022: Praga[4]
- 24 stycznia 2023: Wilno[5]
- 5 kwietnia 2023: Lublin[6][7]
- 5 kwietnia 2023: Chełm[8]
- 18 kwietnia 2023: Paryż[9]
- 13 stycznia 2025: Warszawa[10][11]